# بورصة رواندا
بورصة رواندا أو سوق رواندا للأوراق المالية المحدودة هي بورصة تأسست في 7 أكتوبر 2005 بهدف تنفيذ عمليات البورصة. تم تخفيض البورصة من البداية حيث تم تسجيلها كشركة محدودة بالأسهم. تم إطلاق الشركة رسميًا في 31 يناير 2011.

## روابط خارجية
- Website of Rwanda Stock Exchange
- African Securities Exchanges Association Homepage